# Palaeolemur
Palaeolemur — рід адапіформних приматів, що жили в Європі в пізньому еоцені.